# هوگه دو
هوگه دو (انگلیسی: Hughie Dow; ۴ آوریل ۱۹۰۶ – 1987 (aged 81)) بازیکن فوتبال اهل بریتانیا بود.
از باشگاه‌هایی که در آن بازی کرده‌است می‌توان به باشگاه فوتبال گریمزبی تاون، باشگاه فوتبال ساندرلند، و باشگاه فوتبال دارلینگتون اشاره کرد.